# Ben endins
Ben endins va ser el tercer elapé del grup català Sopa de Cabra, el primer disc en directe de la banda i el primer de tot el Rock Català. El disc va ser editat amb un doble LP de 19 cançons que incloïa les cançons enregistrades pel grup als concerts de la sala Zeleste el 21 i el 22 de febrer de 1991 i cinc cançons inèdites enregistrades en estudi. El grup va aprofitar aquell concert per presentar tres cançons inèdites que també estan recollides en el disc. Paral·lelament també es publicà el concert en versió VHS. Va sortir a la venda el 10 de maig de 1991 sota el segell de Salseta Discos.
El disc Ben Endins va ser un èxit de vendes des del seu llançament l'any 1991 i l'any 2000 va rebre el disc de platí en superar les 100.000 còpies venudes; és considerat també l'àlbum més venut de la història del rock en català. Aprofitant la superació d'aquest xifra de vendes, la banda va aprofitar per publicar un disc recopilatori titulat Dies de Carretera (2000, Salseta Discos). En la mateixa línia, Salseta discos edità també Re/Ebullició (2000) que era una recopilació dels millors èxit de la banda durant l'etapa del grup amb aquesta discogràfica i la reedició, ara en DVD, del concert a la sala Zeleste el 1991.
La darrera cançó de l'elapé, inèdita i d'estudi «Podré tornar enrere» (titulada «enrere» en els crèdits original del disc) va esdevenir una de les seves cançons més reeixides i corejades de la banda. Va ser escrita per Josep Thió quan tenia disset anys i va ser musicada per Jaume Rufi. És una cançó on es mostra la seva desconfiança cap als moviments col·lectius. Parla de la solitud i de les persones que es deixen portar per modes o corrents manipulats per poder trobar refugi anímic. Fan un al·legat de la individualitat i de la determinació com a motor del món. La cançó també inèdita «Sota una estrella» part del seu públic la interpretà com una cançó dedicada a l'estelada, malgrat que ells en aquell moment ho desmentiren. També estrenaren a la Zeleste el que seria el primer senzill de l'àlbum Si et quedes amb mi, una cançó escrita per Gerard Quintana i Josep Thió, d'un estil més pop i amb una lletra amb un missatge de caràcter més ideològic.
L'any 2021 el grup va rebre el Tiple Disc de Platí per superar les 130.000 còpies venudes.

## Llista de cançons
La llista de cançons següents és el del doble LP:
| Núm. | Títol                         | Durada |
| ---- | ----------------------------- | ------ |
| 1.   | «Tot queda igual»             | 2:58   |
| 2.   | «Bloquejats»                  | 4:51   |
| 3.   | «Mai trobaràs»                | 3:32   |
| 4.   | «El boig de la ciutat»        | 3:34   |
| 5.   | «Cardíaco y acabado»          | 2:52   |
| 6.   | «Si et quedes amb mi»         | 3:04   |
| 7.   | «No tinguis pressa»           | 2:54   |
| 8.   | «L'Estació de França»         | 3:10   |
| 9.   | «El sexo (que me hace feliz)» | 2:43   |
| 10.  | «L'Empordà»                   | 3:14   |
| 11.  | «Quan et mous»                | 4:43   |
| 12.  | «Ninyin's Mine»               | 2:50   |
| 13.  | «Guerra»                      | 4:37   |
| 14.  | «Rock'n'Roll»                 | 5:44   |
| 15.  | «Sota una estrella»           | 3:08   |
| 16.  | «No vull canviar de pell»     | 3:30   |
| 17.  | «El so de la llum»            | 2:55   |
| 18.  | «Fes la teva sort»            | 3:43   |
| 19.  | «Podré tornar enrere»         | 5:02   |